# Nicolaus Haas
Nicolaus (Nikolaus) Haas (* 25. November 1665 in Wunsiedel; † 26. Juli 1715 in Bautzen) war ein lutherischer Theologe, Pastor und Erbauungsschriftsteller.

## Leben
Haas besuchte die Schule in seiner Heimatstadt. Seine grundlegende wissenschaftliche Bildung schloss er mit einer philosophischen Dissertation an der Fürstenschule Heilsbronn ab. Im Anschluss studierte er Theologie an den Universitäten in Altdorf und Leipzig, wo er 1686 die philosophische Doktorwürde erhielt. Im gleichen Jahr wurde er Pfarrer der Nikolaikirche in Machern. 1691 wechselte er nach Bloßwitz. 1701 wirkte Haas ein Jahr als Diakon an St. Aegidien in Oschatz bevor er 1702 zweiter Prediger und 1703 Hauptpfarrer und Schulinspektor in Bautzen wurde. In seinem theologischen Wirken verband er gründliche Gelehrsamkeit mit ungeheuchelter Frömmigkeit und lutherischer Orthodoxie.
Nicolaus Haas wurde vor allem durch seine aszetischen und pastoraltheologischen Schriften, die zum Teil bis ins 19. Jahrhundert hinein immer wieder aufgelegt wurden, weit bekannt.

## Schriften (Auswahl)
- Dissertatio philosophica de principiorum moralium existentia, definitione et divisione..., Onoldia [Ansbach] 1683.
- Der getreue Seelen-Hirte, Leipzig 1700 (wieder aufgelegt bei Fr. Dette, St. Louis 1868).
- Der allezeit fertige Geistliche Redner, Leipzig ²1701.
- Enchiridion Der kleine Catechismus, D. Mart. Lutheri. Aus seinen eigenen zu Wittenberg gedruckten Büchern und Schriften erkläret und von den Verkehrungen unserer Widersacher im Pabstthum gerettet, Leipzig 1705.
- Das in Gott andächtige Frauenzim[m]er, Leipzig 1706.
- Sinceri catholici Aufrichtige Vorstellung & Abbildung der Paßions- & Fasten-Andacht in der Römisch-Catholischen Kirche, Görlitz 1710.
- Evangelische Fasten- und Paßions-Andacht, Görlitz 1716.
- Fertiger Altar-Redner, Leipzig 1722.